# Haras de Stančić
 (août 2022).
Le haras de Stančić est un haras national yougoslave d'élevage de Lipizzans, créé en 1919 et fermé en 1938.

## Histoire
Après la Première Guerre mondiale, ce haras a obtenu quelques chevaux de race Lipizzan, notamment de la lignée Tulipan. Il ouvre en 1919.
En 1938, le cheptel du haras d'État royal de Stančić est déplacé au haras de Lipik, ce qui autorise ce dernier à devenir un haras national. En 1939, le haras de Lipizza acquiert deux étalons, 750 Neapolitano Slavinia I et 1121 Favory Slava II, à Stančić.
Cela entraîne la fermeture du haras de Stančić, en 1938.
Le haras de Vučijak est considéré comme le successeur en termes de ressources génétiques du vieux haras de Lipik, et indirectement de Stančić.